# Songs from Instant Star Four
Songs from Instant Star Four – ścieżka dźwiękowa czwartego sezonu kanadyjskiego serialu telewizyjnego wyświetlanego w Polsce jako Gwiazda od zaraz.

## Lista utworów
1. Deeper – Alexz Johnson
2. Ultraviolet – Luke McMaster
3. Perfect – Valerie Poxleitner (obecnie karieruje jako Lights)
4. 2 AM – Alexz Johnson
5. Live Like Music – Kyle Riabko
6. The Music – Damhnait Doyle
7. Pavement – Cassie Steele
8. Remind Yourself – Tyler Kyte
9. Ghost of Mine – Cory Lee
10. Higher Ground – Alexz Johnson
11. Here We Go Again – Katia Zuccarelli i Luke McMaster
12. I Still Love You – Alexz Johnson
13. Song for Amanda – Kyle Riabko
14. That Was Us – Alexz Johnson